# Pinsà del desert

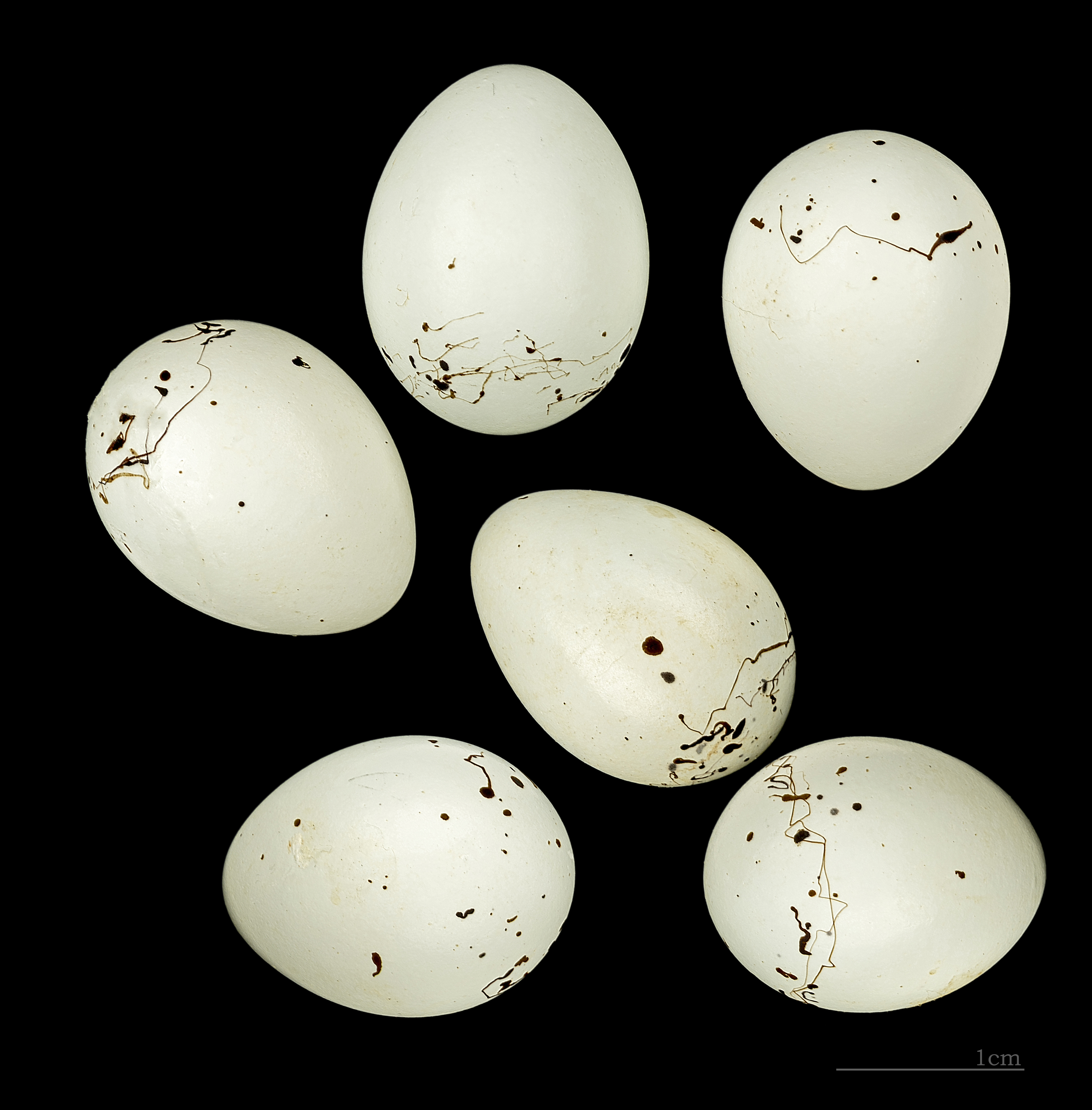
Rhodospiza obsoleta

El pinsà del desert o pinsà rosat del desert (Rhodospiza obsoleta) és una espècie d'ocell de la família dels fringíl·lids (Fringillidae) i única espècie del gènere Rhodospiza.

## Morfologia
- Ocell d'uns 14 cm de llargària i coloració general sorrenca. Al dors de l'ala mostra una gran taca rosada i blanca. Àlula i puntes de l'ala negres.
- Cua blanca i negra.
- Brides negres al mascle i bec també negre durant l'època de cria.
- Femella amb bec i brides clares i en general menys acolorida.

## Hàbitat i distribució
Ocell d'hàbits sedentaris que habita zones àrides esguitades d'arbres o arbusts, freqüentment en conreus, des del sud de Turquia, Orient Pròxim i nord-oest d'Aràbia, cap a l'est, a través de l'Iran fins a Mongòlia i oest del Tibet. Als Països Catalans únicament s'ha observat a Menorca on va ser capturada una femella en 1997.